# Svenska mästerskapen i dressyr 1971
Svenska mästerskapen i dressyr 1971 avgjordes i Strömsholm. Tävlingen var den 21:e upplagan av Svenska mästerskapen i dressyr.

## Resultat
| Placering | Ryttare         | Häst      |
| --------- | --------------- | --------- |
| 1         | Anders Lindgren | Eko       |
| 2         | Maud von Rosen  | Lucky Boy |
| 3         | Ulla Håkansson  | Ajax      |